# Brzeziński V
Brzeziński V (Świątek-Brzeziński, Świątek, Świetnek, Swentow) – kaszubski herb szlachecki. Z racji specyficznej historii regionu, mimo przynależności do I Rzeczypospolitej, herb nie został odnotowany przez polskich heraldyków.

## Opis herbu
Opis z wykorzystaniem zasad blazonowania, zaproponowanych przez Alfreda Znamierowskiego:
W polu skos obarczony lilią w skos. Klejnot nieznany. Labry: brak.

## Najwcześniejsze wzmianki
Wzmiankowany przez Emiliana Szeligę-Żernickiego (Die Polnischen Adel, za Wincklerem i Archiwum Królewieckim), mieli się nim posługiwać Brzezińscy z Brzeźna z przydomkiem Świątek.
Brzezińskim z Kaszub przypisywano też inne herby: Spiczak (używany w większości gałęzi rodu) Brzeziński II, Brzeziński III, Brzeżewski, Brzeziński IV.

## Herbowni
Brzeziński z przydomkiem Świątek (Świentek).